# 33 (фильм)
«33» (англ. The 33) — фильм Патрисии Ригген совместного производства Чили и Колумбии. Сценарий фильма основан на событиях, произошедших во время аварии на шахте Сан-Хосе в Чили, когда тридцать три шахтёра оказались замурованными на 69 дней.

## Сюжет
Владелец шахты Сан-Хосе игнорирует предупреждения об ухудшающемся состоянии шахты, и через некоторое время там происходит обвал. Единственный выход оказывается завален, но тридцати трём шахтёрам удаётся добраться до спасательной комнаты. Они обнаруживают, что рация не работает, а еды совсем мало. Марио Сепульведа становится лидером среди шахтёров и берёт на себя ответственность по поддержанию порядка.

## В ролях
- Антонио Бандерас — Марио Сепульведа
- Родриго Санторо — министр горнодобывающей промышленности Лоренс Голборн
- Жюльет Бинош — Мария Сеговия, сестра Дарио[2].
- Джеймс Бролин — Джефф Харт, бурильщик, который контролирует операцию по спасению шахтёров[3].
- Лу Даймонд Филлипс — Луис «Дон Лучо» Урзуа, старшина смены
- Марио Касас — Алекс Вега, шахтёр, страдающий проблемами почек и гипертонией[2]
- Гэбриэл Бирн — Андре Сугаррет, инженер, который руководил побегом[4]
- Боб Гантон — Себастьян Пиньера, президент Чили[5]
- Адриана Барраса — Марта Салинас
- Кейт дель Кастильо — Кэти Вальдивия де Сепульведа
- Коте де Пабло — Джессика Вега, жена Алекса
- Хуан Пабло Раба — Дарио Сеговия, бурильщик и сын шахтёра
- Джейкоб Варгас — Эдисон «Элвис» Пенья
- Наоми Скотт — Искарлетт Сепульведа Вальдивия, дочь Марио и Кэти
- Марко Тревиньо — Хосе Энрикес, пастор шахтёров, который ежедневно проводил молитвы в убежище
- Оскар Нунез — Йонни Барриос
- Алехандро Гойк — Франклин Лобос
- Тим Уиллкокс — камео
- Федерико Луппи[3]
- Теноч Уэрта[3]
- Педро Кальво[3]
- Марио Кройцбергер — камео
- Густаво Ангарита — Марио Гомес

## Восприятие
Фильм получил смешанные оценки критиков. На сайте Rotten Tomatoes фильм имеет рейтинг 48 % на основе 155 рецензии со средним баллом 5,5 из 10. На сайте Metacritic фильм получил оценку 55 из 100.